# Транснациональная компания
Транснациона́льная компа́ния (корпора́ция) (ТНК) — компания (корпорация), владеющая производственными подразделениями в нескольких странах. По другим источникам, определение транснациональной компании звучит так: компания, международный бизнес которой является существенным; компания, на зарубежные активы которой приходится около 25—30 % их общего объёма, и которая имеет филиалы в двух и более странах.
Страна базирования — страна, в которой находится штаб-квартира ТНК.
Принимающие страны — страны, в которых размещена собственность ТНК.

## История
Первые прообразы ТНК появились еще в XVI—XVII веках. Так, среди учредителей Британской Ост-Индской компании, образовавшейся в 1600 году для присвоения богатств Индии и действовавшей до 1858 года, были не только английские коммерсанты, но также купцы Голландии и банкиры Германии. Вплоть до XX века подобные колониальные компании занимались почти исключительно торговлей, но не организацией производства, а потому не играли решающей роли в капиталистическом хозяйстве. Их считают лишь предшественниками «настоящих» ТНК, которые появились в конце XIX века, когда на смену свободной конкуренции пришло активное развитие крупных фирм-монополий, которые начали осуществлять массированный вывоз капитала.
Выделяют три основных этапа развития ТНК.
1. Начало XX века. ТНК создавались для разработки сырья в слаборазвитых государствах, параллельно организуя там торговые представительства. Производство оставалось в промышленно развитых странах — не было высокой автоматизации и требовался квалифицированный персонал. Организаторами ТНК в этот период выступали обычно объединения фирм разных стран (международные картели), которые делили рынки сбыта, проводили согласованную ценовую политику и т. д.
2. Середина XX века. Выросла роль зарубежных производственных подразделений, которые стали производить ту же продукцию, которая ранее производилась в «родной» для ТНК стране. Филиалы ТНК всё более переориентируются на обслуживание местного спроса. Переносу производства способствовала автоматизация операций, что позволило шире использовать низкоквалифицированный и малограмотный персонал. Развитие информационных коммуникаций позволило не терять управление над удалёнными от центра процессами. Транспортная инфраструктура сделала экономически целесообразным дробить и размещать отдельные технологические процессы в тех странах, где факторы производства дешевле. Организаторами ТНК всё чаще становятся отдельные фирмы, достаточно крупные, чтобы проводить самостоятельную внешнеэкономическую деятельность. Именно в 1960-е годы появляется сам термин «транснациональные корпорации».
3. Конец XX века. ТНК создают глобальную систему производства и реализации. Главную роль в выборе мест для дочерних структур играет минимизация суммарных производственных и сбытовых издержек. Жители современной Германии покупают технику германской фирмы «Bosch», произведённую однако вовсе не в Германии, а в Южной Корее или Китае.

Поток инвестиций транснациональных корпораций стал всё меньше направляться в слабые регионы. Если в 1970-х годах около 25 % иностранных прямых инвестиций поступало в развивающиеся страны, то уже в конце 1980-х годов их доля упала ниже 20 %.
В 1970-е годы более половины всех ТНК были всего из двух стран — США и Великобритании. К 2014 году из всех ТНК на США, Японию, Германию и Швейцарию, вместе взятые, приходилось примерно лишь половина. Растёт число и значение ТНК из развивающихся стран, особенно из азиатских — таких как Тайвань, Южная Корея, КНР.
В своей книге 1996 года, отмеченной Joan Robinson Prize, Winfried Ruigrok, представив обилие новых и исторических сведений о ста крупнейших компаниях мира — на оных данных показала, что ни одна из крупнейших ключевых фирм не являлась по-настоящему «глобальной» или «надграничной», и что практически все они в своей истории извлекали решающую выгоду из государственной торговой или промышленной политики.

## Классификация
ТНК часто делятся на три большие группы:
- Горизонтально интегрированные ТНК — управляют подразделениями, расположенными в различных странах, производящих одинаковые или подобные товары.
- Вертикально интегрированные ТНК — управляют подразделениями в определённой стране, которые производят товары, поставляемые в их подразделения в других странах.
- Раздельные ТНК — управляют подразделениями, расположенными в различных странах, которые вертикально или горизонтально не объединены.

## Экономика
В целом ТНК обеспечивают около 50 % мирового промышленного производства. На ТНК приходится более 70 % мировой торговли, причём 40 % этой торговли происходит внутри ТНК, то есть они происходят не по рыночным ценам, а по так называемым трансфертным ценам, которые формируются не под давлением рынка, а под долгосрочной политикой материнской корпорации. ТНК имеют очень большие бюджеты, превышающие бюджеты некоторых стран. Из 100 наибольших экономик в мире, 52 — транснациональные корпорации, остальные — государства. Они оказывают большое влияние в регионах, так как имеют обширные финансовые средства, связи с общественностью, политическое лобби.
Транснациональные корпорации играют важную роль в глобализации.
ТНК имеют весомую роль в мировых научно-исследовательских и опытно-конструкторских разработках (НИОКР). На долю ТНК приходится более 80 % зарегистрированных патентов и около 80 % финансирования НИОКР.
ТНК — это не только производственные компании, как, например, Siemens или Microsoft, но и транснациональные банки, телекоммуникационные компании, страховые компании, аудиторские компании, инвестиционные и пенсионные фонды.
Для определения транснациональных компаний существует специальный индекс транснационализации. Расчёт индекса транснационализации ведётся по следующей формуле:
{\displaystyle I_{T}={\frac {1}{3}}{\Bigl (}{\frac {A_{I}}{A}}+{\frac {R_{I}}{R}}+{\frac {S_{I}}{S}}{\Bigr )}\times 100\%},
где
{\displaystyle I_{T}} — индекс транснационализации, %;
{\displaystyle A_{I}} — зарубежные активы;
{\displaystyle A} — общие активы;
{\displaystyle R_{I}} — объём продаж товаров и услуг зарубежными филиалами;
{\displaystyle R} — общий объём продаж товаров и услуг;
{\displaystyle S_{I}} — зарубежный штат;
{\displaystyle S} — общий штат работников компании.
Если сравнить ТНК родом из США с европейскими ТНК, то можно заметить закономерность: в связи с объёмами рынка США, степень транснационализации их ТНК будет значительно ниже, чем у европейских ТНК, рынок родной страны которых сильно ограничен. Кроме того, важное значение имеет налоговая система США и Европы. Для европейских ТНК, например, немецких, намного рентабельнее выносить производство на восток.
Для того чтобы побудить ТНК начать деятельность в стране, правительства предлагают им некоторые льготы, например, налоговые, правительственные субсидии, слабое трудовое или экологическое законодательство. Также ТНК часто сами занимаются лоббированием своих интересов в правительстве.

## Рынок международного туризма
Транснациональные компании, активно участвующие в мировом туристическом рынке, представляют собой важный сегмент глобальной экономики. Эти корпорации оперируют на территориях различных стран, предлагая широкий спектр туристических услуг и продуктов. Влияние транснациональных компаний на международный туризм проявляется через создание сетей гостиничных комплексов, туристических агентств, авиаперевозок и других инфраструктурных объектов, способствуя развитию туристической индустрии в различных уголках мира.

## Критика транснациональных компаний (корпораций)

### Антиглобалисты
Основными противниками как ТНК, так и глобализации в целом, являются антиглобалисты, выступающие против процессов глобализации, в том числе против доминирования транснациональных компаний и потери национальной идентичности. Основной повод для протестов — это то, что по их мнению, ТНК монополизируют национальный рынок и уничтожают государственный суверенитет. Действия ТНК по захвату рынка называют экономической войной против граждан. Во многих странах действуют законы, ограничивающие действия как крупных национальных производителей, так и ТНК (антимонопольное регулирование). Примерами служат Канада, Россия, Китай и др.

### Альтерглобалисты
Альтерглобалисты согласны, что процесс объединения мира объективен. Но они отвергают глобальную власть капитала, когда транснациональные корпорации превращаются в силу, сравнимую с силой государства. При этом альтерглобалисты активно поддерживают деятельность человечества в глобальном масштабе и не выступают против экономической глобализации как таковой.

### Экология
Критиками ТНК являются экологические организации (Greenpeace). Возможности по созданию огромных производственных мощностей у ТНК настолько велики, что эти производства могут угрожать местной экологической обстановке. В конечном счёте, затраты на поддержание экологической обстановки могут оказаться слишком велики, что может оказаться неблагоприятным для данного региона. Именно поэтому многие производства стали переносить в страны третьего мира.

### Экономисты
Исследования показывают наличие связей между крупнейшими транснациональными компаниями через ряд финансовых институтов, которые выступают акционерами этих компаний. Такая ситуация вредит конкуренции на мировом рынке и финансовой стабильности.

### Прочие
О роли транснациональных компаний в международной политике также высказываются и европейские парламентарии. Так, Пино Арлаччи указывает, что транснациональные компании забирают себе более 70 % американских фондов, предназначенных на цели развития, адресованных Афганистану.